# Siring Agung (Pagar Gunung)
Siring Agung is een bestuurslaag in het regentschap Lahat van de provincie Zuid-Sumatra, Indonesië. Siring Agung telt 445 inwoners (volkstelling 2010).